# Nadja Glenzke
Nadja Glenzke (* 25. August 1995 in Berlin) ist eine deutsche Volleyball- und Beachvolleyballspielerin.

## Karriere Halle
Glenzke begann ihre Karriere 2004 in Berlin beim Marzahner VC. Von dort wechselte die Mittelblockerin zum Nachwuchsteam VC Olympia Berlin, mit dem sie 2011 erstmals in der Bundesliga spielte. Auch in der Jugend-Nationalmannschaft kam sie zum Einsatz.

## Karriere Beach
Seit 2013 spielt Glenzke zusammen mit ihrer Partnerin Maria Eckelmann und wurde in diesem Jahr deutsche U20-Vizemeisterin. Danach nahmen sie an der U19-Weltmeisterschaft in Porto teil und wurden dort Neunte. 2014 wurden sie deutsche U20-Meisterinnen. Mit Lara Schreiber wurde Glenzke 2014 bei der U21-Weltmeisterschaft in Larnaka Neunte. Mit Lisa Arnholdt landete sie 2015 bei der U22-Europameisterschaft im portugiesischen Macedo de Cavaleiros auf Platz fünf. 2016 war Kim Behrens ihre Partnerin. Behrens/Glenzke gewannen die CEV-Satellite-Turniere im rumänischen Timișoara und im mazedonischen Skopje. Bei der deutschen Meisterschaft 2016 landeten sie auf dem neunten Platz.
2017 bildete Glenzke mit Julia Großner ein neues deutsches Nationalteam, das am Bundesstützpunkt in Hamburg trainiert. Beim FIVB 5-Sterne-Turnier in Gstaad wurden Glenzke/Großner Neunte. Bei der Weltmeisterschaft in Wien erreichten sie als Gruppendritte die Lucky-Loser-Runde, in der sie sich gegen die Paraguayerinnen Filippo/Erika für die Hauptrunde qualifizierten. Hier schieden sie gegen ihre Landsfrauen Laboureur/Sude aus. Bei der EM in Jūrmala erreichten sie als Gruppendritte die KO-Phase und gelangten dann mit drei Siegen in deutschen Duellen, unter anderem gegen die Titelverteidigerinnen Ludwig/Walkenhorst, ins Halbfinale. Mit einem weiteren Sieg gegen die Polinnen Kołosińska/Gruszczyńska kamen sie ins Finale gegen das tschechische Duo Kolocová/Kvapilová und wurden Europameisterinnen. Bei der deutschen Meisterschaft 2017 wurden Glenzke/Großner Siebte. Danach beendete Glenzke ihre Profikarriere.